# Kongregate
Kongregate（コングリゲート）はGameStopが所有するオンラインゲームをホスティングしているウェブサイトである。ユーザーはユーザーが製作したAdobe Flash、HTML5/JavaScript、Shockwave、Java、Unity3Dのゲームをアップロードすることができる。ユーザーはゲームを評価でき、評価に基づいてゲームを検索できる。特徴としては、APIによってFlashとUnityのゲームの開発者は、ゲームにユーザーがハイスコアを記録することと実績バッジを得る機能を加えることができる。バッジとローカルハイスコアの記録は開発者がKongregate APIを使った時だけ行われる。サイトのほとんどの機能は無料だが、Kong Plusという有料会員サービスも提供されている。

## 歴史
Kongregateは2006年10月10日に姉のEmilyと弟のJim Greerによってアルファ版が公開された。アルファ版は2006年12月まで続いた。この間、ゲーム開発者とプレイヤーはサイトのインターフェイスと機能をテストした。同年12月、サイトは正式に公開された。2007年3月22日には、正式にベータテストの段階に入った。2008年7月の時点で、Kongregateはリード・ギャレット・ホフマン、Jeff Clavier、ジェフ・ベゾス、グレイロック・パートナーズからによる投資で約900万ドルの資本金を調達していた。
2010年7月23日に、GameStopはKongregateを買収したと発表した。Kongregateは、クリエイターに潜在的なプレイヤーにゲームを広めるために、Facebook上でのゲームのプラットフォームも提供している。
2013年の初期に、Kongregateはモバイルゲームのために1000万ドルの資金を提供すると発表した。新しいモバイル部門を率いるのはジンガの幹部だったPany Haritatosである。最近では、Kongregateはトロフィーシステムと小動物の形を取るメタゲームをリリースした。いくつかのゲームでKongpanionを集めることができる。